# Miral
Miral es una película política biográfica de 2010 dirigida por Julian Schnabel que aborda la mayoría de edad de una niña palestina llamada Miral que crece en el contexto de la guerra árabe-israelí de 1948 y se ve arrastrada al conflicto. El guion fue escrito por Rula Jebreal, basado en su novela del mismo nombre. La película se estrenó el 3 de septiembre en el Festival Internacional de Cine de Venecia de 2010 y el 15 de septiembre de ese mismo año en Francia. Inicialmente, Miral recibió una calificación R por parte de la Motion Picture Association por "algunos contenido violento, como una agresión sexual". Más tarde, sin embargo, fue reclasificado a PG-13 por "material temático y contenido violento que incluye una agresión sexual" después de una apelación de la clasificación R por parte de Weinstein Company.

## Argumento
La película comienza con una crónica del esfuerzo de Hind al-Husseini por establecer un orfanato en Jerusalén después de la guerra árabe-israelí de 1948, la masacre de Deir Yassin, y el establecimiento del estado de Israel. En Jerusalén en 1948, de camino al trabajo, Hind Husseini (Hiam Abbass) se encuentra con 55 niños huérfanos en la calle. Los lleva a casa para darles comida y refugio. En seis meses, el número de niños aumenta a casi 2.000 y nace el Instituto Dar Al-Tifel.
Miral (Freida Pinto) es enviada al Instituto por su padre, a la edad de 5 años, tras la muerte de su madre. Criada a salvo dentro de los muros del Instituto, ignora los problemas que la rodean. Luego, con 15 años, es asignada a ser maestra en un campo de refugiados donde descubre la realidad de los refugiados palestinos. Cuando se enamora de Hani, un militante, se encuentra dividida entre la Primera Intifada de su pueblo y la creencia de Mama Hind de que la educación es el camino hacia la paz.

## Contexto
La niña palestina es la autora Rula Jebreal. La novela en la que se basa la película es un relato fuertemente autobiográfico de su juventud en Cisjordania. Está dividida entre la injusticia que ve a manos del ejército israelí durante la Primera Intifada y el deseo de paz.
Schnabel reveló que el proyecto tenía relevancia para su propia historia familiar, pensando que era una persona bastante buena para contar el otro lado de la historia, dado su origen, como judío estadounidense cuya madre fue presidenta, en 1948, del capítulo de Brooklyn. de Hadassah, la Organización Sionista de Mujeres de América.
El gobierno israelí y el Comité Judío Estadounidense se opusieron al estreno en la ONU, ya que describía a Israel bajo una "luz muy negativa". El director judío-estadounidense Julian Schnabel instó a los miembros del AJC a ver la película, ya que sentía que habían malinterpretado su intención. Al estreno asistieron las estrellas de Hollywood Sean Penn, Robert De Niro, Steve Buscemi y Josh Brolin.